# Étang de Langouarde
L'étang du Langouarde est une étendue d'eau douce située à l'arrière dune du littoral girondin, sur la commune du Porge, dans la région Nouvelle-Aquitaine dans les Landes du Médoc.
D'une superficie d'environ 10 ha, il fait partie du chapelet de lacs disposés selon un axe nord-sud parallèle au rivage atlantique. Par le canal des Étangs de très faible déclivité et des réseaux de crastes il communique cinq kilomètres au nord avec l'étang de Lacanau — un des grands lacs landais — et au sud avec le bassin d'Arcachon.

## Topographie
En 2011 l'altitude de l'étang est mesuré à 11,2 m NGF. Il est entouré d'une vaste zone marécageuse, traversée et drainée par le canal des Étangs et par plusieurs fossés ou crastes et d'une altitude culminant à 12,3 m NGF.
En 1878, peu après le creusement du canal et autres travaux de dessèchement, sa superficie est estimée à 10 hectares. Asséché au XIXe siècle, puis remis en eau au XXe siècle, particulièrement en 1995, il occupe 5 hectares en 1968 et revient à 10 hectares en 2013.

## Écologie
Les berges de l'étang accueillent des flores protégées caractéristiques de substrats tourbeux ou  para-tourbeux (Caropsis verticillatoinundata,  Eriophorum  angustifolium, Rhynchospora fusca, etc.). Subsistent au milieu de la pinède des landes humides et des prairies à molinie. 
L'étang est fréquenté par les loutres et par une population assez abondante de cistudes. Le papillon fadet des laîches est présent dans les zones humides.
Cet étang, ceux de Batourtot, de Batejin, de Lède basse et du Joncru sont parfois regroupés sous le noms d'« étangs du Porge ». Avec le canal des Étangs qui les relie hydrauliquement, ils sont inscrits en 1967 à l'inventaire des sites pittoresques du département de la Gironde et inclus dans une Zone nationale d'intérêt écologique, faunistique et floristique (ZNIEFF).
Une dizaine de moutons landais ont été introduits sur ses rivages en 2015 par le Conservatoire des races d'Aquitaine. L'étang est une réserve de pêche.

## Divers
- C'est le seul étang public du Porge[3].
- Il est parfois mentionné au XIXe siècle sous le nom de Lagrane[réf. souhaitée]
- L'écrivain et journaliste Edmond About mentionne l'étang et raconte les efforts d'assèchement de ces zones humides par le creusement de canaux et de fossés dans son ouvrage Maître Pierre (1858)[10].
- Au voisinage immédiat était avant les travaux d'assèchement de la première moitié du XIXe siècle l'étang et les marais de Lillet, asséchés depuis lors[10].